# Primera División de Gabón
La Primera División de Gabón, también llamada Gabon Championnat National D1, es la máxima división de fútbol de Gabón, se disputa desde 1968 y es organizada por la Federación Gabonesa de Fútbol.
El equipo campeón obtiene la clasificación a la Liga de Campeones de la CAF.

## Equipos temporada 2022-23

Gabón.

| Mannschaft              | Standort      |
| ----------------------- | ------------- |
| AS Mangasport           | Moanda        |
| CS Bendje               | Port-Gentil   |
| Cercle Mbéri Sportif    | Libreville    |
| CF Mounana              | Mounana       |
| AS Stade Mandji         | Port-Gentil   |
| Vantour Club Mangoungou | Libreville    |
| FC 105 Libreville       | Libreville    |
| Lambaréné AC            | Lambaréné     |
| US Bitam                | Bitam         |
| Bouenguidi Sports       | Koulamoutou   |
| Missile FC              | Libreville    |
| AS Dikaki               | Fougamou      |
| US Oyem                 | Oyem          |
| Lozo Sport FC           | Lastoursville |
| AS Stade Mandji         | Port-Gentil   |

## Palmarés
| Temporada                 | Campeón                                      | Subcampeón                                   |
| Championnat de l'Estuaire | Championnat de l'Estuaire                    | Championnat de l'Estuaire                    |
| ------------------------- | -------------------------------------------- | -------------------------------------------- |
| 1966–67                   | Olympique Sportif                            |                                              |
| 1967–68                   | Aigle Royal FC                               |                                              |
| 1968–69                   | Aigle Royal FC                               |                                              |
| 1969–70                   | AS Solidarité                                |                                              |
| 1970–71                   | Olympique Sportif                            |                                              |
| 1971–72                   | AS Police                                    |                                              |
| 1972–73                   | Zalang COC                                   |                                              |
| 1973–74                   | Orambaka AC                                  |                                              |
| 1974–75                   | Abandonado                                   | Abandonado                                   |
| 1975–76                   | Petrosport FC                                |                                              |
| 1976–77                   | Vantour Club Mangoungou                      |                                              |
| Championnat National      |                                              |                                              |
| 1977–78                   | FC 105 Libreville                            | Petrosport FC                                |
| 1978–79                   | Anges ABC                                    | USM Libreville                               |
| 1979–80                   | USM Libreville                               | FC 105 Libreville                            |
| 1980–81                   | USM Libreville                               | FC 105 Libreville                            |
| 1981–82                   | FC 105 Libreville                            | CAP Owendo                                   |
| 1982–83                   | FC 105 Libreville                            | CAP Owendo                                   |
| 1983–84                   | AS Sogara                                    | USM Libreville                               |
| 1984–85                   | FC 105 Libreville                            | AS Sogara                                    |
| 1985–86                   | FC 105 Libreville                            | USM Libreville                               |
| 1986–87                   | FC 105 Libreville                            | AS Sogara                                    |
| 1987–88                   | USM Libreville                               | AS OPRAG                                     |
| 1988–89                   | AS Sogara                                    | USM Libreville                               |
| 1989–90                   | JAC Port-Gentil                              | Delta Sports                                 |
| 1990–91                   | AS Sogara                                    | FC 105 Libreville                            |
| 1991–92                   | AS Sogara                                    | Shellsport Mbilinga FC                       |
| 1993                      | AS Sogara                                    | Mbilinga FC                                  |
| 1994                      | AS Sogara                                    | Mbilinga FC                                  |
| 1995                      | AS Mangasport                                | Mbilinga FC                                  |
| 1996                      | Mbilinga FC                                  | FC 105 Libreville                            |
| 1997                      | FC 105 Libreville                            | Mbilinga FC                                  |
| 1998                      | FC 105 Libreville                            | USM Libreville                               |
| 1999                      | FC 105 Libreville                            | USM Libreville                               |
| 2000                      | AS Mangasport                                | AO Evizo                                     |
| 2001                      | FC 105 Libreville                            | AS Mangasport                                |
| 2002                      | USM Libreville                               | FC 105 Libreville                            |
| 2003                      | US Bitam                                     | FC 105 Libreville                            |
| 2004                      | AS Mangasport                                | Delta Téléstar Gabon Télécom FC              |
| 2005                      | AS Mangasport                                | US Bitam                                     |
| 2006                      | AS Mangasport                                | FC 105 Libreville                            |
| 2006–07                   | FC 105 Libreville                            | AS Mangasport                                |
| 2007–08                   | AS Mangasport                                | US Bitam                                     |
| 2008–09                   | AS Stade Mandji                              | AS Sogara                                    |
| 2009–10                   | US Bitam                                     | AS Mangasport                                |
| 2010–11                   | Missile FC                                   | AS Mangasport                                |
| 2011–12                   | CF Mounana                                   | US Bitam                                     |
| 2012–13                   | US Bitam                                     | CF Mounana                                   |
| 2013–14                   | AS Mangasport                                | CF Mounana                                   |
| 2014–15                   | AS Mangasport                                | Missile FC                                   |
| 2015–16                   | CF Mounana                                   | AS Mangasport                                |
| 2016–17                   | CF Mounana                                   | AS Mangasport                                |
| 2018                      | AS Mangasport                                | Cercle Mbéri Sportif FC                      |
| 2019                      | Cercle Mbéri Sportif FC                      | AS Pélican                                   |
| 2020                      | Abandonado debido a la pandemia del COVID-19 | Abandonado debido a la pandemia del COVID-19 |
| 2021                      | No disputado                                 | No disputado                                 |
| 2022                      | AS Stade Mandji                              | AS Mangasport                                |
| 2022–23                   | Campeonato abandonado                        | Campeonato abandonado                        |
| 2023–24                   | No disputado                                 | No disputado                                 |
| 2024–25                   | AS Mangasport                                | FC 105 Libreville                            |

## Títulos por club
| Club                                        | Ciudad      | Campeón | Años campeón                                                     |
| ------------------------------------------- | ----------- | ------- | ---------------------------------------------------------------- |
| FC 105 Libreville                           | Libreville  | 11      | 1978, 1982, 1983, 1985, 1986, 1987, 1997, 1998, 1999, 2001, 2007 |
| AS Mangasport                               | Moanda      | 10      | 1995, 2000, 2004, 2005, 2006, 2008, 2014, 2015, 2018, 2025       |
| AS Sogara                                   | Port Gentil | 6       | 1984, 1989, 1991, 1992, 1993, 1994                               |
| USM Libreville                              | Libreville  | 4       | 1980, 1981, 1988, 2002                                           |
| US Bitam                                    | Bitam       | 3       | 2003, 2010, 2013                                                 |
| CF Mounana                                  | Libreville  | 3       | 2012, 2016, 2017                                                 |
| Cercle Mbéri Sportif FC (Olympique Sportif) | Libreville  | 3       | 1967, 1971, 2019                                                 |
| Aigle Royal FC                              | Libreville  | 2       | 1968, 1969                                                       |
| AS Stade Mandji                             | Port-Gentil | 2       | 2009, 2022                                                       |
| AS Solidarité                               | Libreville  | 1       | 1970                                                             |
| AS Police                                   | Libreville  | 1       | 1972                                                             |
| Zalang COC                                  | Libreville  | 1       | 1973                                                             |
| Orambaka AC                                 | Libreville  | 1       | 1974                                                             |
| Petrosport FC                               | Port Gentil | 1       | 1976                                                             |
| Vantour Club Mangoungou                     | Libreville  | 1       | 1977                                                             |
| Anges ABC                                   | Libreville  | 1       | 1979                                                             |
| JAC Port-Gentil                             | Port Gentil | 1       | 1990                                                             |
| Mbilinga FC                                 | Port Gentil | 1       | 1996                                                             |
| Missile FC                                  | Libreville  | 1       | 2011                                                             |

## Goleadores
| Año     |                   | Goleador            | Equipo            | Goles |
| 1994    | Bandera de Zambia | Godfrey Chitalu     | AS Mangasport     | 11    |
| 2006-07 | Bandera de Gabón  | Evrard-Yannick Lary | FC 105 Libreville | 25    |
| 2007-08 | Bandera de Gabón  | Vianney Mabide      | AS Mangasport     | 11    |
| 2015    | Bandera de Chad   | Casimir Ninga       | AS Mangasport     | 10    |
| 2015-16 | Bandera de Gabón  | Dorian Allen Nono   | AS Pélican        | 19    |
| 2016-17 | Bandera de Chad   | Hassane Brahim      | AS Mangasport     | 16    |